# ورین ندژیرلو
ورین ندژیرلو (به لاتین: Verin Nedzhirlu) یک روستا در ارمنستان است که در استان آرارات واقع شده‌است.  در  کیلومتری شمال آرتاشات، مرکز استان آرارات واقع شده است.